# Quatro por Quatro
Quatro por Quatro é uma telenovela brasileira produzida e exibida pela TV Globo de 24 de outubro de 1994 até 21 de julho de 1995, em 233 capítulos. Substituindo A Viagem e foi substituída por Cara & Coroa, sendo a 51ª "novela das sete" exibida pela emissora.
Escrita por Carlos Lombardi, com colaboração de Maurício Arruda e Ronaldo Santos, teve direção de Alexandre Avancini e Luiz Henrique Rios, com direção geral de Ricardo Waddington.
Contou com as atuações de Betty Lago, Elizabeth Savalla, Cristiana Oliveira, Letícia Spiller, Humberto Martins, Marcos Paulo, Tato Gabus Mendes e Diogo Vilela.

## Enredo
Ângela é a menina com receio de conhecer o verdadeiro pai, Bruno, o médico que não conseguiu salvar a mulher a quem amava, Mércia, no momento do parto. Traumatizado com a perda, entregou a criança para ser criada pelo médico Gustavo Rossini, o Gustavão e foi refugiar-se no Amazonas, fugindo de todos e do passado. Mas o passado está de volta na figura de Suzana, uma sósia de Mércia que na verdade é sua irmã gêmea, e que enlouquece Bruno num jogo de sedução. De volta ao Rio de Janeiro, Bruno está disposto a reconquistar a filha, mas terá que enfrentar Gustavo, que detém a guarda de Ângela.
Gustavo é um famoso médico, casado com Abigail, uma psicóloga que sempre lutou para manter o casamento fracassado. Humilhada pelo marido, Abigail decide dar a volta por cima e se vingar de Gustavo. Após um incidente no trânsito, ela vai presa com outras três mulheres com histórias parecidas, também humilhadas pelos seus respectivos homens: a batalhadora Auxiliadora, que sempre lutou para fazer com que o marido, Alcebíades (Alce), prosperasse com suas padarias, mas que foi trocada por uma garota. A tímida Tatiana, que foi abandonada no altar pelo noivo, Fortunato e a manicure Babalu, que deu o maior flagrante no namorado, o mecânico Raí, na cama com outra mulher, Norma Shirley.
Na cadeia, as quatro mulheres unem forças e travam um pacto de vingança contra os homens que as traíram e as fizeram sofrer: cada uma será responsável pela punição do "ex" da outra. Abigail fingirá ser a irmã mais velha, Calpúrnia, "Pupu", para infernizar a noivinha Elisa Maria, ainda perturbando Alce com seu maior temor, "doenças imaginárias", para assim retomar seus bens. Auxiliadora, por sua vez, se passará por uma espanhola para descobrir as falcatruas do médico mau-caráter. Mas acaba se envolvendo e se apaixonando por Gustavo, o que acaba prejudicando e pondo a vingança em risco. Também se passará pela hilária mulata Maria do Socorro. Tati fingirá ser uma mineirinha recatada para humilhar o mecânico mulherengo Raí. Antes mesmo de pôr o plano em ação, ela acaba se apaixonando por Bruno. Grávida dele, teme que o mesmo a deixe, por isso esconde o fato e é Ângela quem a ajuda nessa parte. Babalu vai trabalhar na casa da avó de Bruno, onde Bibi arruma emprego de jardineiro para Fortunato, para assim vingar Tati, infernizando a vida dele.

## Elenco
| Intérprete         | Personagem                                                                                     |
| ------------------ | ---------------------------------------------------------------------------------------------- |
| Betty Lago         | Abigail Viana Rossini (Bibi) / Calpúrnia Fontes Seco (falsa) / Sharon Smith                    |
| Humberto Martins   | Dr. Bruno Herrera Franco                                                                       |
| Cristiana Oliveira | Tatiana Gentili Tarantino (Tati) / Maria das Dores Prado Vaz / Raio de Sol Altanure            |
| Marcos Paulo       | Dr. Gustavo Franco Rossini                                                                     |
| Letícia Spiller    | Barbarela Lourdes de Almeida Pereira (Babalu)                                                  |
| Marcello Novaes    | Raimundo Schillatti (Raí)                                                                      |
| Elizabeth Savalla  | Maria Auxiliadora Alvarado Fontes (Auxiliadora) / Condessa Carmen Almodóvar / Maria do Socorro |
| Tato Gabus Mendes  | Alcebíades Antônio Fontes (Alce)                                                               |
| Helena Ranaldi     | Suzana Arruda Salles                                                                           |
| Helena Ranaldi     | Mércia Arruda Franco                                                                           |
| Tatyane Goulart    | Ângela Arruda Herrera Franco                                                                   |
| Marcelo Faria      | Gustavo Franco Rossini Junior (Ralado)                                                         |
| Kadu Moliterno     | Detetive Samuel Spadafora (Samuca / Espada / Samuquete)                                        |
| Rômulo Arantes     | Pedro Ferraz Viana (Pedrão)                                                                    |
| Françoise Forton   | Clarice Pereira Viana                                                                          |
| Leonardo Vieira    | Vinicius Loduca (Vini / Vina)                                                                  |
| Bianca Byington    | Elizabeth Herrera Franco (Beth)                                                                |
| Diogo Vilela       | Fortunato Bonaventura                                                                          |
| Luana Piovani      | Eduarda Scalamandré (Duda)                                                                     |
| Marcelo Serrado    | Danilo de Almeida Pereira (Dan-Dan)                                                            |
| Drica Moraes       | Denise Frateschi Pereira (De-De)                                                               |
| Bete Mendes        | Fátima de Almeida Pasquim (Dona Fátima)                                                        |
| Jorge Dória        | Seu Santinho                                                                                   |
| Tássia Camargo     | Maria Bataglia (Batalha)                                                                       |
| Lisandra Souto     | Elisa Maria Botelho Prado Fontes                                                               |
| Neuza Borges       | Tereza Vieira / Isabel                                                                         |
| Inês Galvão        | Marta Rocha                                                                                    |
| Márcia Real        | Isadora Franco Herrera (Vó Dora)                                                               |
| Daniel Dantas      | Celso Herrera Franco                                                                           |
| Nina de Pádua      | Fabíola Herrera Franco                                                                         |
| Paulo César Grande | Tiago                                                                                          |
| Alexandre Salcedo  | Alexandre                                                                                      |
| Alberto Baruque    | Tufik                                                                                          |
| Íris Bustamante    | Silvia Magalhães Kaufmann (Silvinha)                                                           |
| Hugo Gross         | Leandro Carneiro                                                                               |
| Fabiana Ramos      | Paula Alvarado Fontes                                                                          |
| Karla Muga         | Daniela Pereira Viana                                                                          |
| Andréa Dantas      | Elzinha                                                                                        |
| Nestor de Montemar | Carlos Magno (Valete)                                                                          |
| Diego Larrea       | Eugênio Pereira Viana                                                                          |

### Participações especiais
| Intérprete              | Personagem                         |
| ----------------------- | ---------------------------------- |
| Paulo Guarnieri         | Átila Fontes                       |
| Oswaldo Loureiro        | Olegário Pasquim                   |
| Geórgia Gomide          | Laura                              |
| Eduardo Caldas          | Dinho                              |
| Marilu Bueno            | Calpúrnia Fontes Seco (verdadeira) |
| Jorge Pontual           | Guilherme                          |
| Adriano Reys            | Dr. Rodolfo Meirelles (Meirelles)  |
| Mário Gomes             | Dr. Plínio Patarra (Patá)          |
| Tony Tornado            | Henrique (Henricão)                |
| Mônica Torres           | Dra. Lélia                         |
| Marly Bueno             | Mônica Salles                      |
| Mário Lago              | Henrique Pessoa                    |
| Oscar Magrini           | Juan Gutierrez y Vara (Gutierrez)  |
| Cláudio Corrêa e Castro | Seu Vitorino                       |
| Ingra Liberato          | Rosa                               |
| Luciana Coutinho        | Norma Shirley                      |
| Henri Pagnoncelli       | Delegado Soares                    |
| Oswaldo Louzada         | Valdemar                           |
| Nildo Parente           | Albuquerque                        |
| Christine Fernandes     | Lucy                               |
| Maria Ribeiro           | Vilminha                           |
| Carla Regina            | Joana                              |
| Beto Simas              | Leonardo                           |
| Monique Lafond          | Maria Eugênia                      |
| Fábio Junqueira         | Dr. Ferreira                       |
| Carlos Gregório         | Wálter                             |
| Estelita Bell           | Eugênia                            |
| Roberta Índio do Brasil | Isaurinha                          |
| Renata Fronzi           | Vânia                              |
| Samantha Monteiro       | Elisângela Loduca                  |
| Leina Krespi            | Presidiária                        |
| Ingrid Fridmann         | Ju, amiga de Ângela                |
| Fernanda Nobre          | Lolô, amiga de Ângela              |
| Luiza Curvo             | Renata, amiga de Ângela            |
| Vanessa Lóes            | Rita, ex-namorada de Bruno         |
| Cléa Simões             | Paciente de Bruno                  |
| André Mattos            | Segurança de Gustavo               |
| Luisa Thiré             | Amiga de Tatiana                   |
| Romeu Evaristo          | Comparsa de Tiago                  |
| Flávia Bonato           | Patroa de Raí                      |
| Clemente Viscaíno       | Patrão de Tatiana                  |
| Miwa Yanagizawa         | Secretária de Gustavo              |
| Célia Biar              | Amiga de Isadora                   |
| Cosme dos Santos        | Comparsa de Tiago                  |
| Izabella Bicalho        | Mulher em que Bruno faz parto      |
| Jana Palma              | Raíssa                             |
| Ana Borges              | Namorada de Ralado                 |
| Renato Gaúcho           | Ele mesmo                          |
| Tande                   | Ele mesmo / vizinho de Alce        |

## Produção

As protagonistas Letícia Spiller, Elizabeth Savalla, Cristiana Oliveira e Betty Lago na cena em que suas personagens se conhecem.

Originalmente Quatro por Quatro estrearia apenas no final de 1995, porém a telenovela que substituiria A Viagem foi cancelada a dois meses da estreia. Em setembro de 1994, Carlos Lombardi foi avisado pelo diretor de programação Mário Lúcio Vaz que seu projeto havia sido adiantado e entraria no ar em 56 dias. Na época o autor havia apenas avisado o diretor do que se tratava sua novela, mas não havia nem escrito a sinopse ainda, tendo que desenvolver toda a história e entregar os dez primeiros capítulos em um mês para que as gravações iniciais ocorressem duas semanas antes da estreia – o primeiro capítulo terminou de ser gravado no dia da estreia.
Quando Boni, diretor da Globo, retornou de férias e viu as chamadas da novela, mandou tirar do ar e cancelar a trama a uma semana da estreia, por não concordar com quatro mulheres protagonistas em vez de um casal tradicional. Porém Márcio Lúcio o convenceu que a trama estava coerente com o universo jovem da época e teria boa aceitação do público. Pelo imprevisto, foi prometido para Carlos que a novela teria apenas 120 capítulos, mais curta que o normal. Mas no dia da estreia, a trama foi anunciada com 160 capítulos e foi estendida ainda mais, até atingir 233 capítulos, devido à boa audiência. O autor declarou que sua intenção era exatamente apresentar uma comédia "leve e rasgada" para fazer contraponto à antecessora, que era "densa e dramática", e citou como referências a telenovela Guerra dos Sexos (1983) e o filme Ela É o Diabo (1989). Ambas tinham como temática a revanche das mulheres.
Quatro por Quatro foi citada como inovadora por trazer quatro protagonistas mulheres em vez de um casal central, como era o padrão das telenovelas até então.

### Escolha do elenco
Carlos escreveu as quatro protagonistas para serem interpretadas por Eliane Giardini, Bruna Lombardi, Malu Mader e Adriana Esteves como Auxiliadora, Abigail, Tatiana e Babalu, respectivamente, porém nenhuma delas acabou integrando a obra. Bruna e Adriana recusaram – a primeira não queria deixar a Rede Manchete, onde apresentava o Gente de Expressão, enquanto a segunda enfrentava uma crise de depressão pelas críticas que recebeu em Renascer, as quais fizeram ela rescindir seu contrato com a Rede Globo. Já Eliane e Malu foram barradas pela direção, uma por ser considerada ainda "crua" em seus papéis anteriores, enquanto a outra estava reservada para Irmãos Coragem, a qual nunca chegou a integrar. No lugar delas foram escaladas Elizabeth Savalla, Betty Lago, Cristiana Oliveira e Letícia Spiller, que originalmente interpretaria Duda, papel que passou para Luana Piovani. Alexandre Frota chegou a ser escalado como Raí, porém foi substituído por Marcello Novaes quando Ricardo Waddington assumiu a direção. O capoeirista Beto Simas apareceu na abertura lutando contra as quatro esgrimistas.

### Saída de atores
Em abril de 1995 Diogo Vilela pediu para deixar a trama por estar descontente com seu pouco espaço, uma vez que o romance entre Tatiana e Bruno havia ganhado o público e seu personagem Fortunato ficou sem função. Na mesma época Drica Moraes também pediu para deixar o elenco, uma vez que já tinha programado gravar o filme As Meninas e não contava com o esticamento da novela em mais três meses. Já Bianca Byington ficou descontente com o encaminhamento de sua personagem na reta final, que se tornaria uma compulsiva sexual louca e seria internada em uma clínica psiquiátrica junto com o personagem de Marcelo Serrado, e se recusou a continuar gravando, sendo que seu desfecho foi apenas descrito pelos demais personagens. Devido a rejeição do público para o romance de Gustavo e Auxiliadora, Elizabeth Savalla acabou sendo afastada da trama principal e mudou-se para o núcleo de Neuza Borges e Tony Tornado, onde passou a interpretar a mulata Maria do Socorro e ganhou uma veia cômica, sendo explicado que ela havia se arrependido de ter traído as amigas.

### Figurino e influência na moda
O figurino das personagens, criado pelo estilista Lessa de Lacerda, se tornou extremamente popular entre o público, sendo que entre 1994 e 1995 foi constatado que tamanco de madeira com meia colorida e o cropped "ciganinha" – com os ombros caídos – utilizados pela personagem de Letícia Spiller eram os itens mais procurados em lojas e inspiraram redes de varejo a lançarem coleções semelhantes. Outro item altamente comercializado foram os prendedores de cabelo gigantes e exagerados também utilizados pela personagem. Os cortes de cabelo de Elizabeth Savalla, um chanel com franja, e de Betty Lago, um curto alongado jogado para trás, eram os mais buscados entre mulheres mais velhas nos salões de cabeleireiro. Além disso, gírias como "bofe" (homem bonito), "mona" (homossexual ou amiga mulher), "uó" (algo ruim) e "babado" (fofoca), que até então eram utilizadas apenas no universo LGBT, se tornaram constantes nos diálogos da personagem de Letícia, e passaram a ser utilizadas pelo público geral.

## Exibição
Foi reexibida pelo Vale a Pena Ver de Novo de 31 de agosto de 1998 a 12 de março de 1999, em 140 capítulos, substituindo O Salvador da Pátria e sendo substituída por O Rei do Gado.
Foi reexibida na íntegra pela primeira vez no Viva de 19 de maio de 2010 a 8 de abril de 2011, sendo substituída por Vamp, abrindo a faixa de reprises às 15h30. Junto com Por Amor foram as primeiras novelas a serem exibidas no canal.
Está sendo reexibida pela segunda vez no Viva desde 19 de maio de 2025, substituindo Cara & Coroa (sua sucessora original) inicialmente na faixa das 12h45, com reprise ás 1h15 e maratona aos domingos. A novela foi escolhida em comemoração aos 15 anos do lançamento do canal. É também a última novela lançada pelo Viva, que foi substituído em 9 de junho de 2025 pelo Globoplay Novelas, de onde a trama será concluída e teve seu horário alterado, indo para a faixa do meio-dia, com reprises ás 18h30 e 2h55.

### Outras mídias
Em 7 de novembro de 2022, foi disponibilizada na íntegra pelo Globoplay, como parte do Projeto Resgate.

## Trilha sonora

### Nacional
Capa: Humberto Martins
| N.º | Título                | Música                      | Personagem                 | Duração |  |
| 1.  | "O Chamado"           | Marina Lima                 | Suzana                     | 4:00    |  |
| 2.  | "Guru"                | Dalto                       | Vinicius                   | 4:07    |  |
| 3.  | "Carro e Grana"       | Leoni                       | Ralado                     | 4:25    |  |
| 4.  | "Se Eu Me Apaixonar"  | Rosana e Edmon Costa        | Bruno e Tatiana            | 4:16    |  |
| 5.  | "Paixão"              | Alceu Valença               | Rai e Babalu               | 4:14    |  |
| 6.  | "Sempre Te Quis"      | Daniela Mercury             | Clarice                    | 4:16    |  |
| 7.  | "Picadinho de Macho"  | Sandra de Sá                | Abertura                   | 2:57    |  |
| 8.  | "Dança da Solidão"    | Marisa Monte e Gilberto Gil | Tema das Quatro Vingadoras | 3:34    |  |
| 9.  | "Clube da Esquina II" | Flávio Venturini            | Bruno                      | 4:27    |  |
| 10. | "Metade"              | Adriana Calcanhotto         | Babalu                     | 3:26    |  |
| 11. | "Tão Linda"           | Conexão Japeri              | Pedrão                     | 3:37    |  |
| 12. | "Saudade"             | Nana Caymmi                 | Auxiliadora                | 4:28    |  |
| 13. | "Indeciso Coração"    | João Bosco                  | Abigail                    | 4:00    |  |
| 14. | "Alguém Como Tu"      | Dick Farney                 | Dona Fátima                | 3:08    |  |

### Internacional
Capa: Letícia Spiller
| N.º | Título                           | Música            | Personagem       | Duração |  |
| 1.  | "Always"                         | Bon Jovi          | Bruno e Tatiana  | 5:50    |  |
| 2.  | "Short Dick Man"                 | Gillette          | Danilo           | 4:50    |  |
| 3.  | "Kiss and Say Goodbye"           | N-Phase           | Ralado e Duda    | 3:37    |  |
| 4.  | "It's a Rainy Day"               | Ice MC            | Babalu           | 4:13    |  |
| 5.  | "I Swear"                        | Bill Power        | Geral            | 5:09    |  |
| 6.  | "Goodnight Girl"                 | Wet Wet Wet       | Ângela           | 3:40    |  |
| 7.  | "Drop On By"                     | Peter Valentine   | Geral            | 4:02    |  |
| 8.  | "What Did You Do (With My Love)" | Double You        | Tatiana          | 4:15    |  |
| 9.  | "Take a Toke"                    | C&C Music Factory | Babalu e Raí     | 5:27    |  |
| 10. | "Everlasting Love"               | Gloria Estefan    | Abigail          | 3:57    |  |
| 11. | "Sundown"                        | Gordon Lightfoot  | Suzana           | 3:33    |  |
| 12. | "Is This The Love"               | Masterboy         | Samuel Spadafora | 5:32    |  |
| 13. | "Baby It's You"                  | Smith             | Vinícius         | 3:24    |  |
| 14. | "Gimme Gimme Your Love"          | Cameleon          | Paula            | 3:46    |  |

## Audiência
O primeiro capítulo de Quatro por Quatro marcou 50 pontos e o último 58, tendo uma média geral de 43 pontos, acima do esperado pela emissora na época.

## Prêmios
Prêmio Contigo! (1995)
- Melhor ator - Humberto Martins
- Melhor atriz revelação - Letícia Spiller
- Melhor ator coadjuvante - Marcelo Faria
- Melhor atriz cômica - Betty Lago
- Melhor par romântico - Letícia Spiller e Marcelo Novaes
- Melhor ator/atriz infantil - Tatyane Goulart

Troféu Imprensa (1994)
- Revelação - Betty Lago

Prêmio Sated (Sindicato dos Artistas - "Troféu Oscarito")
- Ator/Atriz Revelação - Letícia Spiller